# Luigi Masperi
Luigi Masperi, detto anche Gigi (Boffalora sopra Ticino, 21 giugno 1930 – Pignola, 14 marzo 2022), è stato un calciatore italiano, di ruolo centrocampista.

## Carriera
Cresciuto nel Torino, nel 1951 passa all'Alessandria, disputando due campionati di Serie C e raggiungendo la Serie B al termine della stagione 1952-1953. Disputa i due successivi campionati di Serie B con la maglia dell'Alessandria totalizzando 59 presenze ed una rete tra i cadetti.
Nel 1955 si trasferisce in prestito al Siracusa, militante in Serie C, e nel 1957 passa definitivamente al Bagheria.
Nel 1958 viene acquistato dal Potenza dove gioca quattro stagioni, ottenendo nella stagione 1958-1959 la promozione in serie D e nel 1960-1961 la promozione in serie C. Chiude la sua carriera nel 1961-1962 proprio al Potenza nel quale, a fine anni settanta, svolge anche il ruolo di allenatore del settore giovanile.